# Mikel Landa
Mikel Landa Meana (Murguía, Álava, 13 de diciembre de 1989) es un ciclista de ruta español, profesional desde 2009 y miembro del equipo belga Soudal Quick-Step de categoría UCI WorldTeam.
Considerado como uno de los grandes escaladores de su generación, es también uno de los más queridos por el público. Ya desde joven recibió un gran apoyo de la afición vasca con un movimiento que espontáneamente pasaría a denominarse 'landismo'.

## Biografía

### Inicios y categoría inferiores
Sus inicios con la bicicleta fueron en compañía de sus amigos de infancia, ya que al ser de pueblos distintos (siendo él de Murguía) utilizaban sus bicis para trasladarse de un lugar a otro. En esos años practicó también otros deportes, como la pelota vasca o el fútbol.
Con 13 años se integró en las filas del Club Ciclista Zuyano, empujado por la afición existente al ciclismo en la localidad. En el seno de esa formación realizaría todo su paso por el ciclismo de base: infantil de segundo año (último de escuelas), dos años como cadete y otros dos como juvenil.
En el año 2007 venció la probablemente más prestigiosa prueba por etapas del calendario júnior, la Bizkaiko Itzulia, imponiéndose a corredores como Pello Bilbao o Igor Merino.

### Ciclismo amateur
En 2008 pasó al campo aficionado en las filas del Naturgas Energía, enmarcado dentro de la estructura de la Fundación Euskadi y filial del Euskaltel-Euskadi de categoría ProTour. En su primer año no logró victorias.
En 2009 ganó en Soraluze, la Subida a Gorla, Trucios, y Murguía (su carrera de casa). En el Torneo sub-23 finalizó sexto en la clasificación individual comandada por sus compañeros de equipo Xabier Zabalo y Jon Aberasturi, mientras que en la clasificación por equipos empataron a puntos en cabeza con el Caja Rural.
Con sus triunfos se convirtió en uno de los elegidos por la Fundación para dar el salto al profesionalismo con su filial Orbea, de categoría Continental.

### Ciclismo profesional

#### Debut profesional

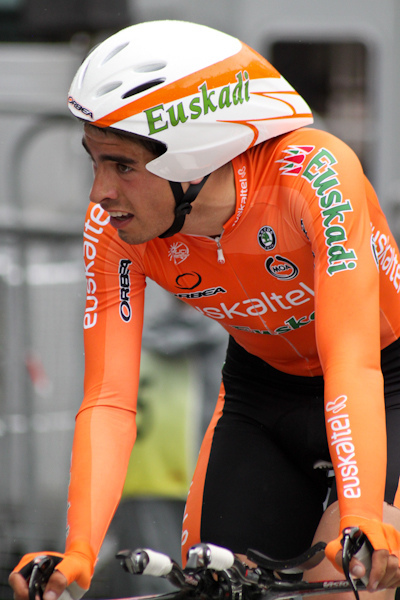
Mikel Landa durante el Critérium del Dauphiné 2011.

En 2010 debutó como profesional en el Orbea, de categoría Continental y también dependiente de la Fundación Euskadi. En agosto, cuando disputaba la Vuelta a Burgos, renovó su contrato con la Fundación por dos años para dar el salto al primer equipo, el Euskaltel-Euskadi.
Fue quinto en el Tour del Porvenir, carrera en la que destacó su tercer puesto en la etapa reina con final en Risoul. También disputó el Mundial sub-23 de Geelong (Victoria, Australia) con la selección española, participación en la que destacó la "gozada" que suponía compartir hotel con el tres veces campeón del mundo absoluto Óscar Freire, así como la necesidad de rehacerse del jet lag. En la cita mundialista terminó 18.º, al llegar a meta en el grupo de cabeza aunque sin opciones de victoria al decidirse ésta al sprint.

#### 2011-2013: Euskaltel-Euskadi
Mikel Landa se unió al equipo Euskaltel-Euskadi en 2011. Dos lesiones sucesivas en los hombros interrumpieron sus primeros meses de la temporada. En agosto, logró su primera victoria como profesional en la Vuelta a Burgos, en la etapa con final en las Lagunas de Neila, así como el maillot de la montaña de la ronda burgalesa, frente a corredores como Juanjo Cobo, Joaquim Rodríguez o su compañero de equipo Samuel Sánchez. Al año siguiente, ocupó el segundo lugar en el Gran Premio Miguel Induráin y participó por primera vez en la Vuelta a España. En 2013, fue segundo en la Vuelta a la Comunidad de Madrid y la Vuelta a Asturias, el sexto en la Clásica de San Sebastián y el 39.º en la Vuelta a España. El equipo Euskaltel Euskadi desapareció al final de esa temporada.

#### 2014-2015: En Astana

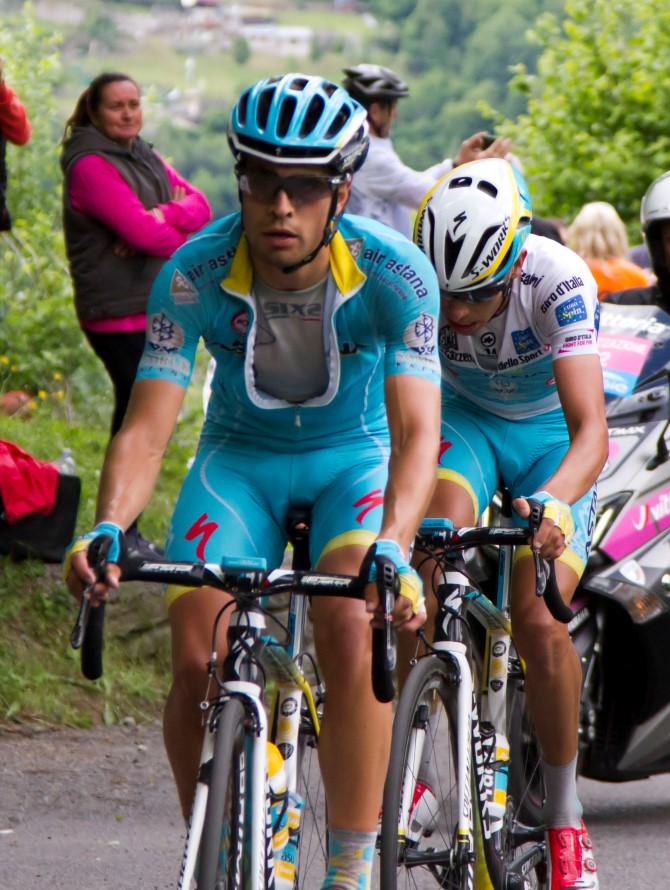
Mikel Landa durante el Giro de Italia 2015.

Mikel Landa fue reclutado para 2014 por el equipo de Astana. Ganó la cuarta etapa del Giro del Trentino. Posteriormente, participó en el Giro de Italia y en la Vuelta a España en un papel de gregario de equipo. A finales de 2014, tuvo un citomegalovirus antes de la concentración de pretemporada.
El 2015 comenzó bien, alzando los brazos en la mejor etapa de la Vuelta al País Vasco por delante de Tim Wellens y Tom Danielson. El 24 de mayo de ese mismo año consiguió su victoria más importante en su carrera profesional, en la decimoquinta etapa del Giro de Italia con final en Madonna di Campiglio, superando a Yuri Trofímov, Alberto Contador y su compañero de equipo Fabio Aru, colocándose cuarto en la clasificación general a falta de seis etapas. En la siguiente jornada, con final en Aprica tras coronar el Mortirolo, Landa volvió a imponerse en la línea de meta, esta vez por delante de Steven Kruijswijk y Alberto Contador, a quienes aventajó en 38 segundos. Con ese resultado, Landa se situó segundo en la general, desbancando de esa posición a su hasta entonces jefe de filas Fabio Aru, que perdió casi tres minutos frente al de Murguía al cruzar la línea de meta. Finalmente Landa acabó 3.º tras Contador y Aru. 
En la Vuelta a España del mismo año acudió como jefe de filas junto a Fabio Aru y Vincenzo Nibali. Después de la exclusión de Nibali después de la segunda etapa, Landa perdió un cuarto de hora en la novena, lo que llevó a Aru a ser el único líder de su equipo. Ganó la etapa reina de la edición acabada en Cortals d'Encamp y fue un gregario de lujo en las etapas finales para que Fabio Aru conquistara su primera grande. Landa finalizó en la posición 25.ª Después de esta carrera, Landa anunció su transferencia al equipo Team Sky y se justificó a sí mismo al manifestar su deseo de apuntar a las grandes rondas e indicando que en el equipo Astana no se veía valorado como un líder en comparación con corredores como Nibali o Aru.

#### 2016-2017: En Sky
Mikel Landa abordó el 2016 con el objetivo principal del Giro de Italia. También se dirigió a los Juegos Olímpicos. Su temporada competitiva, que estaba programada para comenzar a principios de febrero, comenzó en la última semana de marzo durante la Settimana Coppi e Bartali. Este aplazamiento se debió en particular al trabajo específico de mejora en las pruebas contrarreloj y a una enfermedad. En abril, en su primera carrera de la temporada en el UCI WorldTour, la Vuelta al País Vasco, ganó la segunda etapa en la que se benefició de su conocimiento de la subida final como corredor local.

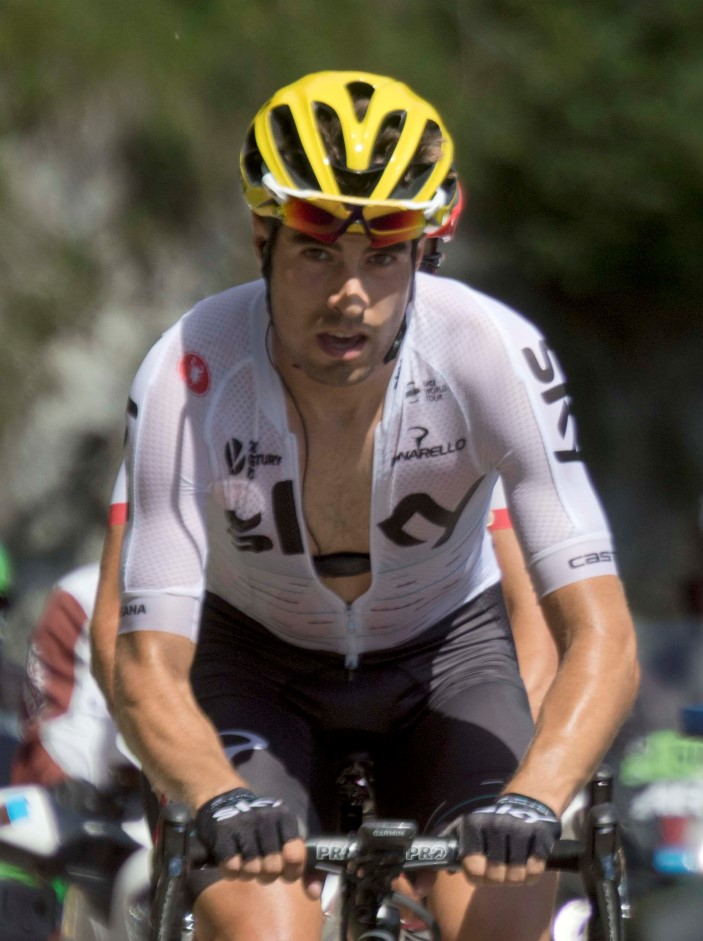
Mikel Landa durante el Tour de Francia 2017.

Líder de Sky para el Giro de Italia y anunciado como candidato a la victoria final por la buena forma mostrada al lograr la victoria en el Giro del Trentino, se retiró en la décima etapa, donde se descolgó del pelotón en la parte inicial de la misma. Su equipo dijo que se "enfermó" el día antes de esta etapa. Después de un Tour de Francia en el que actuó como gregario de equipo Chris Froome, debía participar en la Vuelta a España. Unos días antes de la salida, se cayó de la alineación debido a una incomodidad en la cadera.
En 2017, participó en el Giro de Italia. Abandonó toda esperanza en la clasificación general en la novena etapa después de una caída al pie de la última subida al Blockhaus. Se vio atrapado en un choque colectivo causado por una colisión con la motocicleta de un oficial de policía y perdió veintisiete minutos al final de esa etapa. Cambió sus objetivos en la ronda italiana y su objetivo se convirtió en conseguir una victoria de etapa metiéndose en escapadas. Falló notablemente varias veces en el remate final, como en la etapa 18, donde fue derrotado en el sprint en Ortisei por Tejay van Garderen. Sus esfuerzos terminaron siendo recompensados durante la penúltima etapa de montaña, donde triunfó solo en Piancavallo. Además, sus numerosas escapadas le permitieron ganar puntos en la clasificación de la montaña y terminó siendo el mejor escalador de esta edición. 
En el Tour de Francia, se presentó como el gregario de lujo del ganador Chris Froome. En gran forma, aunque participó en el Giro, acompañó a los líderes en todas las etapas de montaña. Terminaría en cuarto lugar porque durante la contrarreloj del penúltimo día se quedó a un segundo del tercer lugar del podio frente a Romain Bardet. Se marchó del Tour con el pesar de no poder dar todo, retenido por su papel de gregario del equipo del vencedor final de la carrera. En la Clásica de San Sebastián, Landa volvió a desempeñar un papel de trabajo de equipo en la final de la carrera en beneficio de Michał Kwiatkowski, quien ganó esta carrera. Posteriormente, aprovechó el gran estado de forma en que se encontraba para ganar la Vuelta a Burgos. Landa ganó la primera y tercera etapa y ocupó el primer lugar en la clasificación general que no la abandonaría hasta el final del evento.
El 15 de agosto, el Movistar Team anunció la llegada de Mikel Landa para las temporadas 2018 y 2019, donde actuaría como líder junto a Nairo Quintana y Alejandro Valverde.

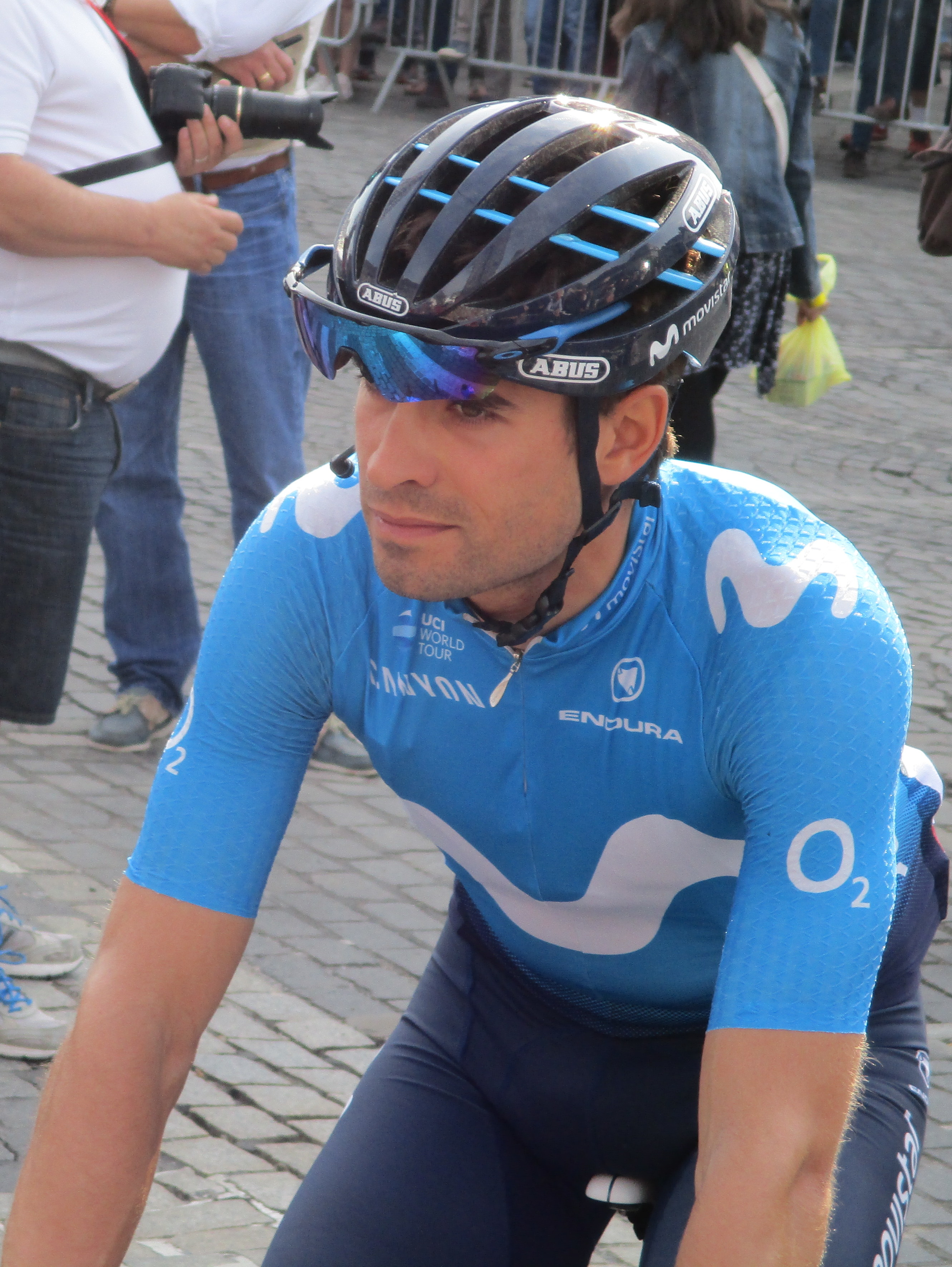
Mikel Landa en la salida de la Lieja-Bastoña-Lieja 2018.

#### 2018-2019: En Movistar
En 2018, debutó con el conjunto español en la Vuelta a Andalucía, sin destacar en demasía. Prosiguió su temporada en la Tirreno-Adriático, donde obtuvo su primer triunfo con el conjunto navarro; en la 4.ª etapa, con final en Sarnano Sassotetto tras resistir los ataques de sus rivales. Disputó la E3 Harelbeke para preparar la etapa de pavés del Tour de Francia. En la Vuelta al País Vasco no obtuvo victoria de etapa a pesar de estar activo en carrera. Tras la Itzulia, disputó el tríptico de las Ardenas, sin resultados destacables. Antes de disputar el Tour de Francia, puso rumbo al Tour de Suiza, donde no brilló en absoluto. 
En el Tour de Francia se presentó como colíder del equipo Movistar, junto a Nairo Quintana y Alejandro Valverde. En la contrarreloj por equipos disputada en Cholet, cede 54 segundos con respecto al líder de la general. Consigue salvar los muebles en la etapa del pavés, cediendo únicamente 34 segundos. Tras el desfallecimiento de Alejandro Valverde y Nairo Quintana, toma el liderato del equipo y termina 7.º en la general a más de 7 minutos del ganador, Geraint Thomas. En la Clásica de San Sebastián se rompe una vértebra lumbar, terminando así su primera temporada en el conjunto español.
En 2019, debuta con abandono por una fractura de clavícula en el Trofeo Las Salinas, Campos, Porreras, Felanich. Vuelve a la competición en la Milán-San Remo. Se impone en la 2.ª Etapa de la Settimana Internazionale Coppi e Bartali, con final en Sogliano al Rubicone. Disputa la Vuelta al País Vasco, la Lieja-Bastoña-Lieja y la Vuelta a Asturias, donde el resultado más destacado es la exhibición junto a Richard Carapaz en la subida a Cangas del Narcea.
En el Giro de Italia parte como teórico líder; acompañado en esta función por Richard Carapaz. En la 3.ª etapa sufre una caída en una rotonda y pierde tiempo, colocándose a 1:49 del líder, Primož Roglič. Debido a la gran perdida de tiempo en la contrarreloj individual de San Marino, el liderato oficial del equipo pasa a manos de Richard Carapaz. El alavés se dedica entonces a atacar para recuperar el tiempo perdido, como es el caso de Ceresole Reale (Lago Serrù), Ponte di Legno y Monte Avena, donde en este último puerto, pierde la victoria de etapa contra Pello Bilbao. Finalmente concluye 4.º en la clasificación general tras perder el podio con Primož Roglič en la última contrarreloj individual de Verona.
Disputa el Tour de Francia, compartiendo el liderato como en el año anterior con Alejandro Valverde y Nairo Quintana. En la contrarreloj por equipos de Bruselas pierde 1:05 con el equipo ganador, en la 3.º cede más tiempo en Épernay, en el día siguiente se ve cortado en Nancy, situándose a 1:30 del entonces líder Julian Alaphilippe, antes de la primera etapa de montaña. En la primera dificultad seria del Tour, ataca desde la base de La Planche des Belles Filles, pero su ataque no obtiene resultados en materia de tiempo y cede unos pocos segundos con los primeros de la clasificación general. Se vuelve a ver perjudicado por los abanicos de Albi, dejándose 2:09. Desempeña un buen papel en la llegada en alto del Col du Tourmalet y ataca en el Mur de Péguère en la 15.ª etapa, sacando algo de tiempo en el último puerto del día, Prat d'Albis. En el resto de la ronda gala no consigue destacar y concluye en 6.ª puesto de la general a 4:23 del ganador, Egan Bernal. El resto de la temporada abandona, prácticamente, cada carrera que disputa.

#### 2020: Fichaje por el Bahrain-Mclaren
Tras el paso por el Movistar, el alavés puso rumbo hacia el equipo Bahrain-Mclaren, donde teóricamente contaría con todos los galones de líder. Debutó con el conjunto bareiní en la Vuelta a Andalucía, donde tras una lucha por la general contra Jakob Fuglsang, terminaría tercero. Durante la pandemia por Coronavirus fue bastante activo en redes sociales, mostrando sus entrenamientos y vida diaria. Tras la reanudación de la competición, compitió en la Vuelta a Burgos, donde concluyó segundo en la general. Posterior a la carrera burgalesa, disputa el Circuito de Guecho y el Critérium de Dauphiné, con buen protagonismo en la última.
Corre el Tour de Francia, donde en la primera semana cede más de un minuto en un abanico. Consigue llegar en el grupo delantero en la novena etapa en Laruns, en Le Puy Mary cede tiempo, hecho que repite en Le Grand Colombier y en Méribel. En la cronoescalada de la vigésima etapa consigue ascender al cuarto puesto en la general. 
Posteriormente corre en el Campeonato del mundo, concluyendo decimosexto, la Flecha Valona y la Lieja-Bastoña-Lieja, donde abandona. En 2022 acudió a la Tirreno-Adriático donde consiguió acabar en el podio detrás de Tadej Pogačar y Jonas Vingegaard.

## Palmarés
| 2011 - 1 etapa de la Vuelta a Burgos 2014 - 1 etapa del Giro del Trentino 2015 - 1 etapa de la Vuelta al País Vasco - 3.º en el Giro de Italia, más 2 etapas - 1 etapa de la Vuelta a España 2016 - 1 etapa de la Vuelta al País Vasco - Giro del Trentino, más 1 etapa 2017 - 1 etapa del Giro de Italia, más clasificación de la montaña y premio de la combatividad - 2.º en el Campeonato de España Contrarreloj - Vuelta a Burgos, más 2 etapas | 2018 - 1 etapa de la Tirreno-Adriático 2019 - 1 etapa de la Settimana Coppi e Bartali 2021 - Vuelta a Burgos 2022 - 3.º en el Giro de Italia |

## Resultados

### Grandes Vueltas
| Carrera | Carrera         | 2011 | 2012 | 2013 | 2014 | 2015 | 2016 | 2017 | 2018 | 2019 | 2020 | 2021 | 2022 | 2023 | 2024 | 2025 |
| ------- | --------------- | ---- | ---- | ---- | ---- | ---- | ---- | ---- | ---- | ---- | ---- | ---- | ---- | ---- | ---- | ---- |
|         | Giro de Italia  | —    | —    | —    | 34.º | 3.º  | Ab.  | 17.º | —    | 4.º  | —    | Ab.  | 3.º  | —    | —    | Ab.  |
|         | Tour de Francia | —    | —    | —    | —    | —    | 35.º | 4.º  | 7.º  | 6.º  | 4.º  | —    | —    | 19.º | 5.º  | —    |
|         | Vuelta a España | —    | 69.º | 39.º | 28.º | 25.º | —    | —    | —    | —    | —    | Ab.  | 15.º | 5.º  | 8.º  | —    |

—: no participa

Ab.: abandono

### Vueltas de una semana
| Carrera | Carrera                | 2011 | 2012 | 2013 | 2014 | 2015 | 2016 | 2017 | 2018 | 2019 | 2020 | 2021 | 2022 | 2023 | 2024 |
| ------- | ---------------------- | ---- | ---- | ---- | ---- | ---- | ---- | ---- | ---- | ---- | ---- | ---- | ---- | ---- | ---- |
|         | Tirreno-Adriático      | —    | 80.º | —    | —    | —    | —    | 31.º | 6.º  | —    | —    | 3.º  | 3.º  | 7.º  | —    |
|         | Volta a Cataluña       | —    | —    | 33.º | 36.º | 47.º | —    | Ab.  | —    | —    | X    | —    | —    | 5.º  | 2.º  |
|         | Vuelta al País Vasco   | —    | —    | Ab.  | 14.º | 22.º | 12.º | —    | 2.º  | 7.º  | X    | 8.º  | —    | 2.º  | Ab.  |
|         | Tour de Romandía       | —    | 35.º | 78.º | —    | —    | —    | —    | —    | —    | X    | —    | —    | —    | —    |
|         | Critérium del Dauphiné | Ab.  | 83.º | —    | —    | —    | 12.º | —    | —    | —    | 18.º | —    | —    | 22.º | 10.º |
|         | Vuelta a Suiza         | —    | —    | —    | —    | —    | —    | —    | 16.º | —    | X    | —    | —    | —    | —    |

—: No participa

Ab.: Abandona

X: No se disputó

### Clásicas y Campeonatos
| Carrera               | Carrera               | 2011 | 2012  | 2013 | 2014 | 2015 | 2016 | 2017 | 2018 | 2019  | 2020  | 2021 | 2022 | 2023 | 2024 | 2025 |
| --------------------- | --------------------- | ---- | ----- | ---- | ---- | ---- | ---- | ---- | ---- | ----- | ----- | ---- | ---- | ---- | ---- | ---- |
| Strade Bianche        | Strade Bianche        | —    | —     | —    | —    | —    | —    | —    | —    | —     | —     | —    | —    | —    | —    | 11.º |
|                       | Milán-San Remo        | —    | 133.º | —    | —    | —    | —    | —    | —    | 147.º | —     | —    | —    | —    | —    |      |
| Amstel Gold Race      | Amstel Gold Race      | —    | —     | Ab.  | —    | —    | —    | —    | 36.º | —     | X     | —    | —    | —    | —    |      |
| Flecha Valona         | Flecha Valona         | —    | —     | Ab.  | —    | —    | —    | —    | 42.º | —     | 100.º | —    | —    | 3.º  | —    |      |
|                       | Lieja-Bastoña-Lieja   | —    | —     | —    | —    | —    | —    | —    | 59.º | 7.º   | Ab.º  | —    | 42.º | Ab.  | —    |      |
| Clásica San Sebastián | Clásica San Sebastián | 71.º | 63.º  | 6.º  | 50.º | 65.º | 67.º | 5.º  | Ab.  | Ab.   | X     | 34.º | —    | 17.º | 33.º |      |
|                       | Giro de Lombardía     | Ab.  | Ab.   | 21.º | Ab.  | 29.º | Ab.  | Ab.  | —    | Ab.   | —     | Ab.  | 3.º  | Ab.  | —    |      |
| Mundial en Ruta       | Mundial en Ruta       | —    | —     | —    | —    | —    | —    | —    | —    | —     | 16.º  | —    | —    | —    | Ab.  |      |
| España en Ruta        | España en Ruta        | —    | —     | —    | —    | —    | 16.º | 7.º  | —    | —     | —     | —    | —    | —    | 5.º  |      |
| España Contrarreloj   | España Contrarreloj   | —    | —     | —    | —    | —    | 10.º | 2.º  | —    | —     | —     | —    | —    | —    | —    |      |

—: No participa

Ab.: Abandona

X: No se disputó

## Equipos
- Orbea (2009[18] -2010)
- Euskaltel-Euskadi (2011-2013)
- Astana (2014-2015)
- Sky (2016-2017)
- Movistar (2018-2019)
- Bahrain[19] (2020-2023)
  - Team Bahrain McLaren (2020)
  - Team Bahrain Victorious (2021-2023)
- Soudal Quick-Step (2024-)